# Пелымские (князья)
Пелымские — угасший княжеский род вогульского происхождения.
Владения вогульских князей лежали на западном склоне северного Урала, занимали юго-западную часть Березовского, северо-западную Тобольского и северную часть Верхотуринского уездов.

## Происхождение и история рода
Воинственные князья проводили много времени в войнах с окружавшими их племенами зырян и остяков, нападали на ближайшие русские поселения, предпринимали иногда отдалённые набеги. Под предводительством князя Асыка проникли до Вычегды (1455) и причинили немало хлопот московскому правительству. Лишь после поражения, нанесённого воеводами Салтыковым Иваном Ивановичем и князем Курбским Фёдором Семёновичем Чёрным (1483), вогульские князья вынуждены были смириться, приняли русское подданство и обязались платить ясак. Подданство это было призрачно, и вогулы долго ещё продолжали свои набеги, пока воевода князь Пётр Иванович Горчаков окончательно не сломил могущество пелымской конфедерации вогульский волостей, разбив наголову на реке Пелым «большого князя» Аблегирима, взяв его и всё его семейство в плен. Основав первое русское поселение в вогульском крае — Пелымский острог, князь П. И. Горчаков казнил князя Аблегрима с сыном Тагаем, а сыновей его князей Таутана и Угот отправил в Москву. Старший Таутан, очевидно, не желая принимать христианства, содержался под стражей ещё (1598), а младший Угот крестился (1599), получив имя при крещении Александр, после чего был вёрстан в дети боярские по г. Верхотурье и отпущен в Пелым, сохранив за собой княжеское достоинство и таким образом является родоначальником князей Пелымских.
В середине царствования императрицы Екатерины II братья, князь Иван Яковлевич и князь Василий Яковлевич Пелымские (по родословной росписи № 8 и 9), подали прошение о признании за ними княжеского достоинства и причислении их к «корпусу российского благородного шляхетства». Процедура Герольдии о подтверждении княжеского достоинства, тянулась очень долго, запрашивались документы из Тобольска, производился розыск документов в сибирских архивах. Нет сведений, чем закончилось дело, но в конце XVIII столетия оба просителя умерли бездетными и с их смертью прекратился род князей Пелымских.

## Известные представители
| №                         | Имя, Отчество                  | № отца | Примечания |
| ------------------------- | ------------------------------ | ------ | --- |
| 1                         | Аблегирим                      |        | |
| 2                         | Александр (Угот) Аблегиримович | 1      | Родоначальник, умер в Верхотурье. |
| 3                         | Андрей Александрович           | 2      | Верхотуринский сын боярский, вёрстан государевым и хлебным жалованием (29 сентября 1629), умер († 1632), оставив после себя вдову княгиню Афросинью Сергеевну и сыны Семёна. |
| 4                         | Семён Андреевич                | 3      | Вёрстан государевым и хлебным жалованием (1640), пелымский сын боярский (1643), воевода в Невеле (1662), верхотуринский сын боярский (1665), умер († 1666). |
| 5                         | Пётр Семёнович                 | 4      | Верхотуринский сын боярский (1680), во время пожара, истребивший всё Верхотурье, у него сгорели все царские грамоты, данные отцу, деду и прадеду. О восстановлении этих грамот и удовлетворении его царским жалованием «бил челом» царю Фёдору Алексеевичу (1680), умер († 1695), |
| 6                         | Степан Петрович                | 5      | Верхотуринский сын боярский, упомянут (1709), бездетный. |
| 7                         | Яков Петрович                  | 5      | Верхотуринский сын боярский, упомянут (1709). |
| 8                         | Иван Яковлевич                 | 7      | По распоряжению сибирского губернатора А. Л. Плещеева определён в сибирские дворяне (1735), принят на службу в Тобольск (1752), красноярский воевода (1759), произведён в поручики (1763), пожалован в титулярные советники (1764).                                               |
| 9                         | Василий Яковлевич              | 7      | Определён в сибирские дворяне (1735), принят на службу (1752), произведён в прапорщики (1764). |
| Род князей Пелымских угас |                                |        | |